# Allegro Grandi
Allegro Grandi (17 de janeiro de 1907 — 23 de abril de 1973) foi um ciclista italiano que era ativo entre 1926 e 1946. Representou o seu país em dois eventos nos Jogos Olímpicos de 1928 em Amsterdã, nos Países Baixos.